# Sarita Vincent Guillot
Sarita Vincent Guillot est une personnalité du militantisme intersexe français, ayant cofondé l'Organisation internationale des intersexes (OII), en ayant été le porte-parole, et ayant créé le mouvement intersexe en francophonie,. Sarita Vincent parle de lui au masculin et au féminin.

## Biographie

### Enfance et jeunesse
Guillot est assigné garçon à la naissance, en 1965 à Neuilly-sur-Seine (Hauts-de-Seine). À ses sept ans, ses parents sous influence médicale lui font croire qu'il faut l'opérer de l'appendicite pour justifier une opération chirurgicale destinée à valider son assignation sexuelle. Cela l'amène à subir en tout une dizaine d'opérations pendant l'enfance. On lui administre ensuite de la testostérone à partir de ses onze ans, dans un but de virilisation. Guillot interrompt ce traitement à quatorze ans,.
Guillot déclare réaliser ne pas être un « vrai » garçon à la naissance de son petit frère, en découvrant le corps de ce dernier. Guillot ignore quelle est l'exacte nature des chirurgies subies car son dossier médical est vide sur le sujet.

### Formation et vie adulte
Guillot obtient son baccalauréat et poursuit deux années d'études universitaires, avant de militer syndicalement pour la Confédération générale du travail (CGT). Guillot reprend un traitement hormonal à base de testostérone, occupe un emploi au Crédit lyonnais, et devient parent en 1990.
Guillot vit principalement de petits boulots, traverse une période dans la rue puis s'oriente ensuite vers l’insertion des personnes handicapées.
Guillot comprend son intersexuation en regardant un reportage d'Arte sur le sujet en 2002. Guillot s'installe alors à Paris et prend contact avec une association de personnes transgenres, avant de se tourner vers le militantisme intersexe et plaide auprès de différentes organisations. Guillot décide alors de s'installer en Bretagne, avec son mari, vivant en 2017 du revenu de solidarité active (RSA) dans une ferme du Finistère. Guillot souffre de lésions neurologiques liées aux opérations subies plus jeune, causant une souffrance permanente.
Avec d'autres personnes intersexes, son portrait fait l'objet d'un reportage d'Arte sur le sujet de l'intersexuation en 2016,.
Lors de l'édition 2024 du Festival d'Avignon, la compagnie Le Chat Foin présente une adaptation théâtrale du texte Cicatriciel, de Sarita Vincent Guillot.

## Militantisme pour les droits de personnes intersexes
Guillot cofonde l'Organisation internationale des intersexes en 2004 avec Curtis Hinkle, puis organise la première université d'été consacrée aux personnes intersexes en 2006, à Paris. Guillot fait du lobbying pour que le Conseil de l'Europe adopte une résolution en faveur des droits des enfants à l’intégrité physique. Cela l'amène à témoigner également auprès de l'Organisation des Nations unies pour trois instances, dont le Comité contre la torture, à propos des mutilations subies par les enfants et personnes intersexes en France. Selon le sociologue Éric Fassin, qui encadre son mémoire de master 2, Guillot « a une expertise de sa vie qui devient un savoir ».
Guillot se positionne en faveur de ce qui est pour lui des droits fondamentaux : l'autodétermination des personnes intersexes, l'arrêt des mutilations effectuées sur des enfants intersexes, ainsi que pour l'accompagnement psychologique des parents, avec à terme l’abolition de la mention de sexe pour tous les citoyens.

## Publications
- Vincent Guillot, « Me dire simplement », dans Évelyne Peyre et Joëlle Wiels, Mon corps a-t-il un sexe ?, Paris, La Découverte, 2015, 360 p. (ISBN 9782707173584, lire en ligne)
- Vincent Guillot, « Accompagner ou stigmatiser », L'information psychiatrique,‎ 2011, volume 87 (4), p. 283-286 (lire en ligne)
- Vincent Guillot, « Émergence et activités de l’organisation internationale des intersexué·e·s », Nouvelles questions féministes, vol. 27, no 1,‎ 2008, p. 144-150 (DOI 10.3917/nqf.271.0144, lire en ligne, consulté le 12 avril 2019).
- Vincent Guillot, « Intersexes : ne pas avoir le droit de dire ce que l’on ne nous a pas dit que nous étions », Nouvelles questions féministes, vol. 27, no 1,‎ 2008, p. 37-48 (DOI 10.3917/nqf.271.0037, lire en ligne, consulté le 12 avril 2019).

## Télévision
- Barbara Lohr, « Intersexe : Vincent Guillot, l'écorché vif », 31 janvier 2016 (consulté le 12 avril 2019).
- [vidéo][Production de télévision] « Entre deux sexes », Régine Abadia (réalisatrice), 2017, 67 min, France, Spirale Production, Arturo Mio, ARTE France